# فریاد بی‌صدا
فریاد بی‌صدا (به انگلیسی: The Silent Scream) یک فیلم مستند درباره سقط جنین ساخته دکتر برنارد نیسنسون است.
این مستند فریادهای کودک در رحم و چگونگی تلاش او برای فرار از دستگاهی که قصد سقط و کشتن او دارد را به تصویر می‌کشد.